# James Whitney Dunn
James Whitney Dunn (21 de julho de 1943) é um político e empresário norte-americano do estado de Michigan.